# Weiler (Rottenburg)
Pour les articles homonymes, voir Weiler.
Weiler est un quartier de la ville de Rottenburg am Neckar, situé en République fédérale d'Allemagne, dans le Land du Bade-Wurtemberg, dans l'arrondissement de Tübingen.

## Géographie
Le quartier de Weiler est situé quatre kilomètres au sud de Rottenburg sur un plateau.

## Population
Au 31 janvier 2008, Weiler rassemblait 1 081 habitants (densité de population de 282 hab./km2).

### Religions
Les habitants de Weiler sont majoritairement catholiques.